# 도시남녀
《도시남녀》(都市男女)는 SBS에서 1996년 매주 토요일에 방영된 대한민국의 텔레비전 드라마로, 네 가지 사랑 이야기를 다양한 인물들이 유기적으로 엮이며 옴니버스 형식으로 그렸고 SBS가 《임꺽정》을 통해 주말 밤 9시 50분 특별기획 드라마를 신설함에 따라 막을 내려야 했는데 이 작품은 첫 회(1996년 11월 10일) 방송 당시 오후 8시 50분부터 1~2회 연속 편성됐으며 이 과정에서 《행복의 시작》이 결방됐고 그 탓인지 《행복의 시작》은 전날 32~33회 연속 편성됐다.

## 등장 인물
- 조민기 : 유진하 역
- 김남주 : 나민주 역
- 박소현 : 하우영 역
- 이주영 : 채은조 역
- 이장훈： 황보 실장
- 최진영 : 한수재 역
- 윤해영 : 정시내 역
- 신택수 : 서유준 역
- 김수진 : 미스김 역
- 윤동환 : 박진 역
- 이성용 : 김창민 역
- 김소연 : 유원희 역 - 진하의 이복동생
- 한재석 : 이혜성 역 (초반 하차)
- 김정현
- 강승연
- 이하얀
- 이석
- 정찬
- 이진우
- 김홍표
- 고호경
- 권도경
- 이정윤
- 윤기원
- 김남진
- 장은비
- 이상은
- 김충렬
- 민경조
- 김희정
- 최준용
- 정욱
- 황미선
- 원기준
- 이진아

## 회차별 에피소드
| 회차   | 부제                   |
| ------ | ---------------------- |
| 제1회  | 사랑하거나 떠나라      |
| 제2회  | 사랑하거나 떠나라      |
| 제3회  | 사랑하거나 떠나라      |
| 제4회  | 사랑하거나 떠나라      |
| 제5회  | 너에게 무엇이 되고싶다 |
| 제6회  | 너에게 무엇이 되고싶다 |
| 제7회  | 마음은 외로운 사냥꾼   |
| 제8회  | 마음은 외로운 사냥꾼   |
| 제9회  | 다른 남자 다른 인생    |
| 제10회 | 다른 남자 다른 인생    |
| 제11회 | 장미빛 고등어          |
| 제12회 | Let it be              |
| 제13회 | 질투                   |
| 제14회 | 질투                   |
| 제15회 | 거기 누구 없소         |
| 제16회 | 그래도 못한 말은       |
| 제17회 | 청혼가                 |
| 제18회 | 청춘이 아름다운 이유   |
| 제19회 | 맞선                   |
| 제20회 | 세상속으로             |
| 제21회 | 36.5                   |
| 제22회 | 나는 너를 수렁해       |
| 제23회 | 슬픈예감               |
| 제24회 | 그럼에도 불구하고      |
| 제25회 | 내님의 사랑은          |
| 제26회 | 한 여름밤의 꿈         |
| 제27회 | 따로 또 같이           |
| 제28회 | 날카로운 첫 키스       |
| 제29회 | if                     |
| 제30회 | 연애의 끝              |
| 제31회 | 이별느낌               |
| 제32회 | 너의 빈자리에서        |
| 제33회 | 길위에서               |
| 제34회 | 네가없는세상           |
| 제35회 | 추억으로 남으려면      |
| 제36회 | 같은 하늘 아래(최종회) |

## 결방
- 1996년 6월 1일 - 월드컵 유치 기념특집 <비바 코리아 비바 월드컵> 편성[2]
- 1996년 7월 27일 - 올림픽 여자하키 <한국 VS 스페인> 중계 편성
- 1996년 9월 28일 - 특선영화 《저지 드레드》편성[3]

## 참고 사항
- 김정화는 해당 드라마에 출연이 확정됐지만 촬영 첫날 급성맹장염에 걸려 결국 그만둬야 했다.[4]
- 김남주가 MBC와 전속계약을 맺었으나 이를 어기고 해당 드라마에 출연하여 물의를 사기도 했다.[5]
- 그동안 보지 못한 세련된 영상과 음악, 동시대 젊은이들의 감성에 호소한 대사 등으로 호평을 받았다.
- 한재석과 이주영, 신택수 등의 연기와 발성 문제로 비판을 받았다.[6]
- 옴니버스적 구성과 색채감의 강조 때문에 왕가위 감독의 <중경삼림>과 비슷하다는 평을 받았다.[7]
- 현실감 없는 젊은이들의 사랑놀음을 화려한 연출기법으로 지나치게 미화했다는 지적을 받았다.[8]